# 曽根麻矢子
曽根 麻矢子（そね まやこ、1964年11月11日 - ）は、日本のチェンバロ奏者。東京都出身。

## 経歴
5歳のときにピアノとヴァイオリンを始めた。桐朋女子高等学校音楽科（ピアノ科）在学中に、J.S.バッハを深く理解しようという動機で始めたチェンバロの魅力に取り憑かれ、高校卒業後に通奏低音奏者として活動を始めた。
1986年、ブルージュ国際古楽コンクールのチェンバロ部門で5位入賞する。その後、渡欧を繰り返しコンクールの審査員であったスコット・ロスの他、ケネス・ギルバート、グスタフ・レオンハルトの指導を受けた。
1990年以降しばらくはパリに拠点を置き、フランスや日本を中心に活躍。拠点を日本に戻した後も、敬愛するJ.S.バッハの曲を中心に精力的に演奏活動を行っている。1996年に出光音楽賞を、1997年飛騨古川音楽大賞奨励賞を受賞した。
また、2003年からの全12回、6年にわたるJ.S.バッハ連続演奏会（浜離宮朝日ホール）に続き、2010年から2014年まで全12回のF.クープランとラモーのチェンバロ作品全曲演奏会（上野学園エオリアンホール）を行い、いずれも好評を博した。2011年よりスタートした「チェンバロ・フェスティバルin東京」では芸術監督をつとめている。
2021年からは、２度めとなるJ.S.バッハ連続演奏会《ＢＷＶ》全10回（Hakuju Hall）を、5年半をかけて行っている。

## ディスコグラフィー
- イギリス組曲 No. 2, 3, &6
- 情熱のファンダンゴ～D.スカルラッティソナタ集
- シネマ・チェンバロ
- Je l'aime
- ゴルトベルク変奏曲（1998年録音）
- フランス組曲
- トッカータ
- ラティーナ (以上、エラート・レーベル)
- シャコンヌ～バッハ・チェンバロ名曲集
- イギリス組曲
- フランス組曲
- イタリア協奏曲、フランス風序曲
- 平均律クラヴィーア曲集第1巻
- ゴルトベルク変奏曲（2008年録音） (以上、エイベックス・レーベル)
- 4つのフルート・ソナタ（有田正広と共演） (以上、アルトゥス・レーベル)